# Standplaatsgebondenheid
Standplaatsgebondenheid of historische empathie is de invloed van de eigen standplaats of gezichtspunt bij de interpretatie van de geschiedenis. In het geschiedenisonderwijs wordt de invloed van standplaatsgebondenheid bij het bestuderen van het verleden uiteengezet, aangezien ieders denken en handelen bepaald worden door persoonlijke ervaringen en de positie die wordt ingenomen ten opzichte van anderen.
Het ontwikkelen van het besef van de standplaatsgebondenheid van de eigen opvattingen is een belangrijke doelstelling van het geschiedenisonderwijs in Nederland en in het geschiedenisonderwijs in Vlaanderen. Van de leerlingen wordt verwacht dat ze zich leren te verplaatsen in de positie van anderen en vanuit hun situatie kunnen denken. Daarnaast behoren ze zich te realiseren waardoor hun eigen ideeën bepaald worden.
De standplaats kan worden beïnvloed door de persoonlijke omstandigheden als leeftijd, geslacht, opvoeding, opleiding, godsdienst en persoonlijke ervaringen, door de sociale positie als heerser of de geregeerde, rijk of arme, autochtoon of allochtoon en door de historische situatie waarin iemand leeft als economische crisis, oorlog en standenmaatschappij.
Het besef van standplaatsgebondenheid wordt wel beschouwd als een van de onderdelen van een goed ontwikkeld historisch besef.